# Tour generación RBD en vivo (DVD)
Tour Generación RBD en vivo es el primer DVD del grupo mexicano RBD. El 26 de agosto de 2005 se lanza en México el DVD del concierto grabado durante su presentación en el Palacio de los Deportes, y en Estados Unidos es lanzado el 8 de noviembre de 2005. Grabado como parte de su primera gira nacional titulada "Tour Generación RBD", la cual recorrió 80 ciudades de México.

## Lista de canciones
- Edición estándar - México

1. Rebelde

1. Otro Día Que Va
2. Santa No Soy
3. Medley 1: 
  1. Me He Enamorado De Un Fan
  2. No Se Si Es Amor
  3. Ámame Hasta Con Los Dientes
  4. Rayo Rebelde
  5. Baile Del Sapo
  6. Me Vale
4. Enséñame
5. Futuro Exnovio
6. Cuando El Amor Se Acaba
7. Liso, Sensual
8. A Rabiar
9. Una Canción
10. Medley 2: 
  1. Cuando baja la marea
  2. Te quiero
  3. Verano peligroso
  4. Devuélveme a mi chica
  5. La chica del bikini azul
  6. Viviendo de noche
  7. De música ligera
  8. Es mejor así
11. Fuego
12. Sálvame
13. Tenerte y Quererte
14. Un poco de tu amor
15. Solo quédate en silencio
16. Rebelde [Cumbia remix]

- Edición estándar - USA/Brasil

1. Rebelde
2. Otro Día Que Va
3. Santa No Soy
4. Enséñame
5. Futuro Exnovio
6. Cuando El Amor Se Acaba
7. Liso, Sensual
8. A Rabiar
9. Una Canción
10. Fuego
11. Sálvame
12. Tenerte y Quererte
13. Un poco de tu amor
14. Solo quédate en silencio
15. Rebelde [Cumbia remix]

- Bonus track

1. Documental sobre RBD
2. Galería de fotos

## Posicionamiento

### Semanales
| País   | Lista (2006-07)                 | Mejor Posición |
| ------ | ------------------------------- | -------------- |
| España | PROMUSICAE - Top 20 DVD Musical | 1              |
| Brasil | ABPD - Top 25 DVD Musical       | 2              |

### Mensuales
| País      | Lista (2008)               | Mejor Posición |
| --------- | -------------------------- | -------------- |
| Argentina | CAPIF - Top 20 DVD Musical | 17             |

### Anuales
| País   | Lista (2005-06)         | Mejor Posición |
| ------ | ----------------------- | -------------- |
| Brasil | ABPD TOP 20 DVD – 2005  | 9              |
| Brasil | ABPD TOP 20 DVD – 2006  | 3              |
| España | TOP 10 DVD MUSICAL 2006 | 3              |

### Certificaciones
| País           | Organismo certificador | Certificación    | Ventas certificadas | Ref.        |
| -------------- | ---------------------- | ---------------- | ------------------- | ----------- |
| México         | AMPROFON               | 2x Platino + oro | 50 000              | [ 8 ] [ 9 ] |
| España         | PROMUSICAE             | 2x Platino       | 50 000              | [ 2 ]       |
| Estados Unidos | RIAA                   | Platino          | 100 000             | [ 10 ]      |
| Chile          | IFPI                   | Platino          | 5 000               | [ 11 ]      |

## Historial de lanzamiento
| País           | Fecha                  | Formato | Discográfica |
| -------------- | ---------------------- | ------- | ------------ |
| México         | 26 de agosto de 2005   | DVD     | EMI          |
| Estados Unidos | 8 de noviembre de 2005 | DVD     | EMI          |